# 奧氏鬍鯰
奧氏鬍鯰，為輻鰭魚綱鯰形目塘虱魚科的其中一種，分布於非洲維多利亞湖、Kyoga湖、愛德華湖、魯誇湖與坦干伊喀湖流域，本魚頭部相當尖;胸鰭棘在內部而外部的側邊上鋸齒狀，吻圓，眼位於頭上部，齒板小，鰓耙長而且遠遠地豎立，鰓前的器官發展良好，第二感覺管的開口在側面上規則排列。背鰭軟條65-79枚，臀鰭軟條57-64枚，體長可達35公分，棲息在水草密布的沼澤，以昆蟲等為食。

## 扩展阅读
維基物種上的相關：奧氏鬍鯰